# إدميلسون جونيور
إدميلسون جونيور (19 أغسطس 1994 بلييج في بلجيكا -) هو لاعب كرة قدم بلجيكي يحمل الجنسية القطرية يلعب في مركز الوسط يلعب في نادي الدحيل الذي ينافس في دوري نجوم قطر و يمثل منتخب قطر لكرة القدم بعد حصوله على الجنسية القطرية في عام 2024.
لعب سابقاً مع ستاندارد لييج ونادي سينت ترويدن.

## وصلات خارجية
- ايدميلسون جونيور على موقع قاعدة بيانات كرة القدم.إي يو (الإنجليزية)
- ايدميلسون جونيور على موقع Soccerway.com (الإنجليزية)
- ايدميلسون جونيور على موقع عالم كرة القدم.نت (الإنجليزية)